# Râul Cucuj
Râul Cucuj este un râu din România, afluent al râului Râiosu. 